# Sarona oloa
Sarona oloa är en insektsart som beskrevs av Asquith 1994. Sarona oloa ingår i släktet Sarona och familjen ängsskinnbaggar. Inga underarter finns listade i Catalogue of Life.